# Chariot à bagages

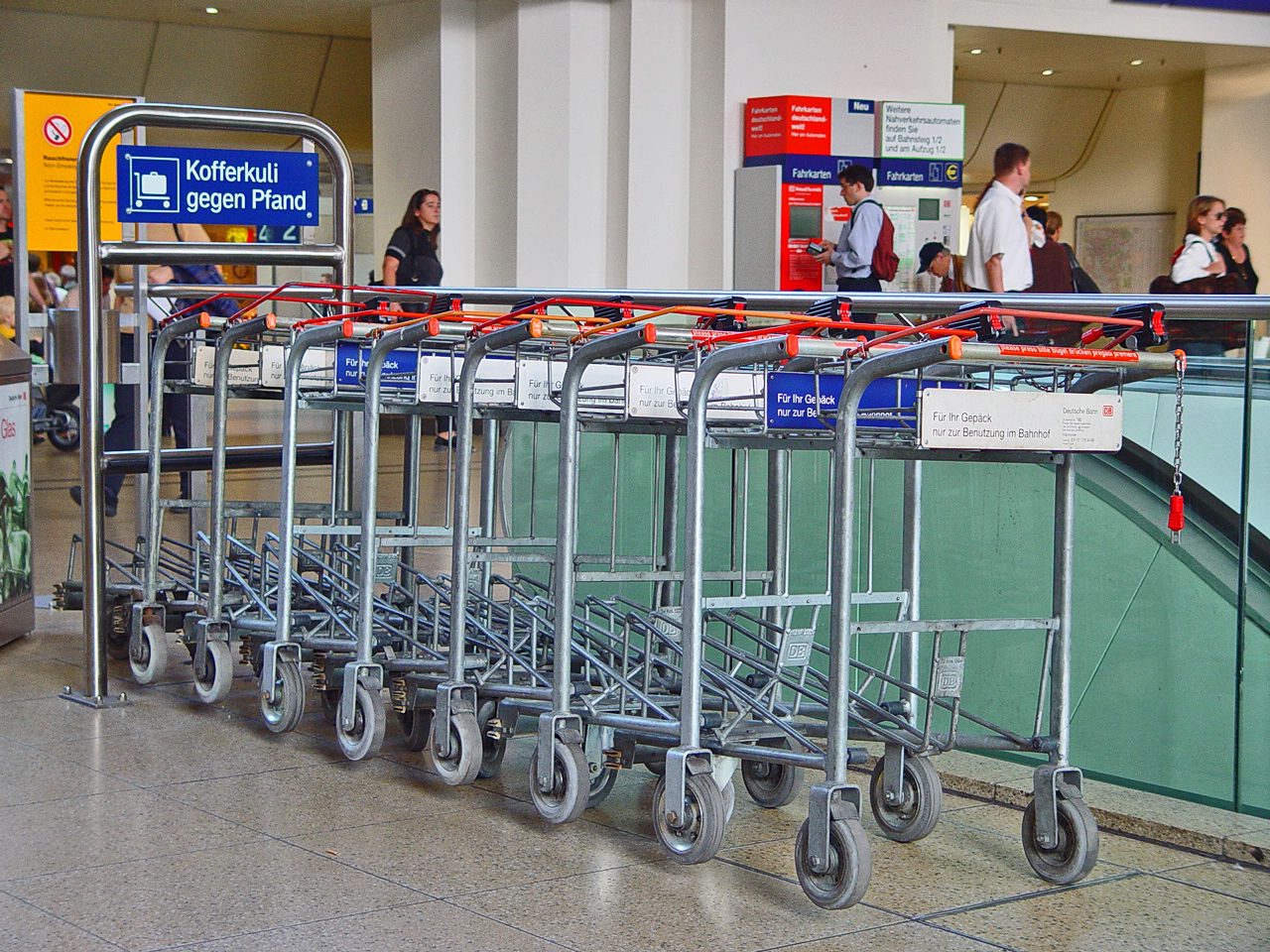
Chariots à bagages disponibles pour un dépôt dans une gare allemande.

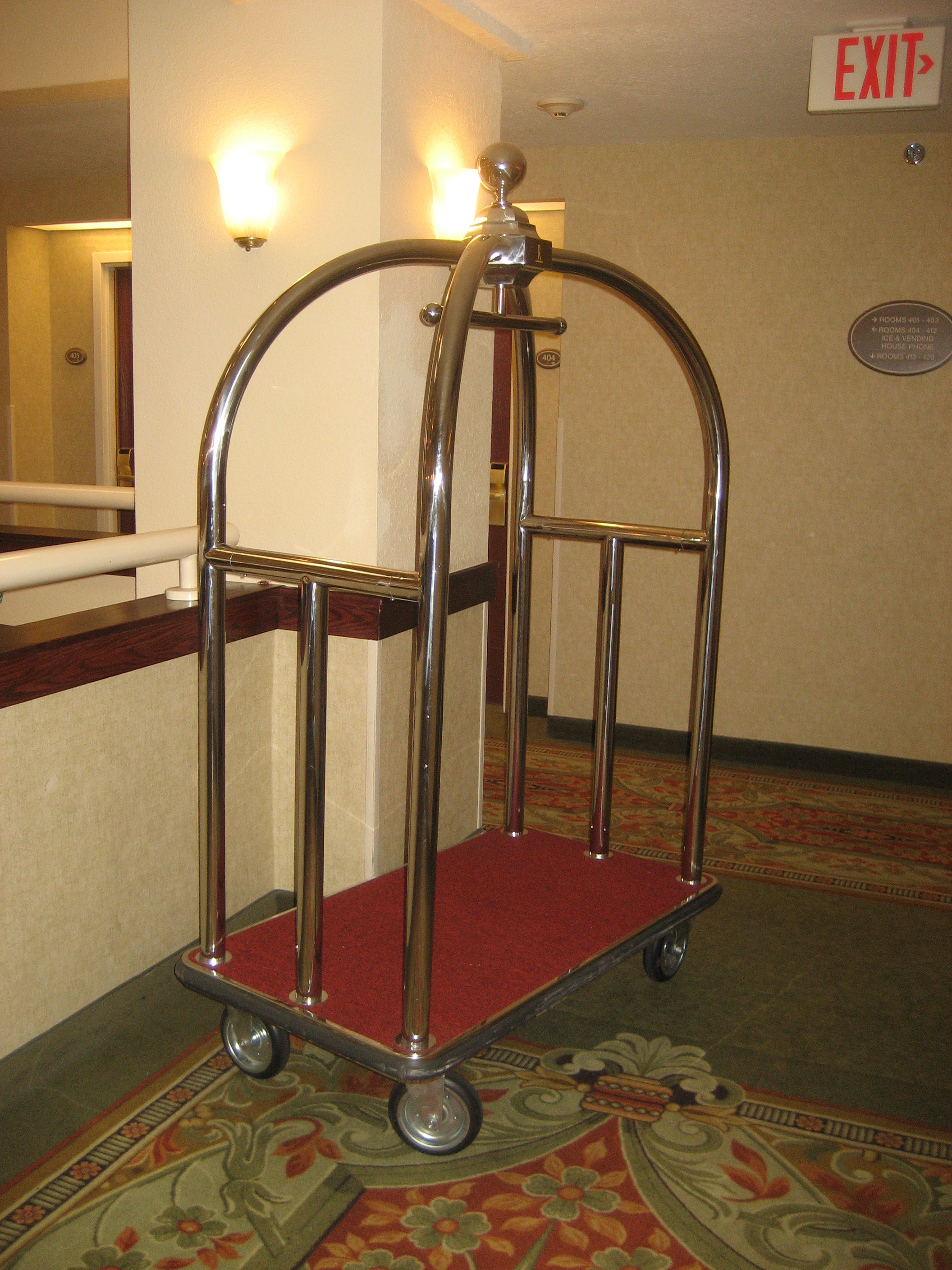
Chariot à bagages à la réception d'un hôtel.

Le chariot à bagages (ou charriot à bagages) est un petit véhicule utilisé par un voyageur afin de transporter des bagages individuels, généralement des valises dans une gare, un aéroport ou un port.

## Définition et présentation
Le chariot à bagages est un engin à trois ou quatre roues généralement fourni dans les aéroports, les grandes gares, voire des hôtels, afin de permettre aux voyageurs de transporter leurs bagages sans devoir les porter, ou de transporter des bagages volumineux.  
Les chariots à bagages mis à la disposition de l'usager, de façon gratuite ou payante, appartiennent généralement à l'exploitant de l'établissement.

## Historique
Le chariot à bagages est un accessoire utilisé de longue date, mais l'entrepreneur de supermarchés, Sylvan Goldman (en), en a conçu un modèle encastrable, sur le même principe que le chariot de supermarché, une autre de ses inventions.

## Remorqueurs de bagages
Un remorqueur de bagages est un petit tracteur, parfois un véhicule électrique, utilisé par l'industrie aérienne pour remorquer des chariots à bagages vers et depuis le terminal / installation de fret et l'avion.

## Dans la culture populaire

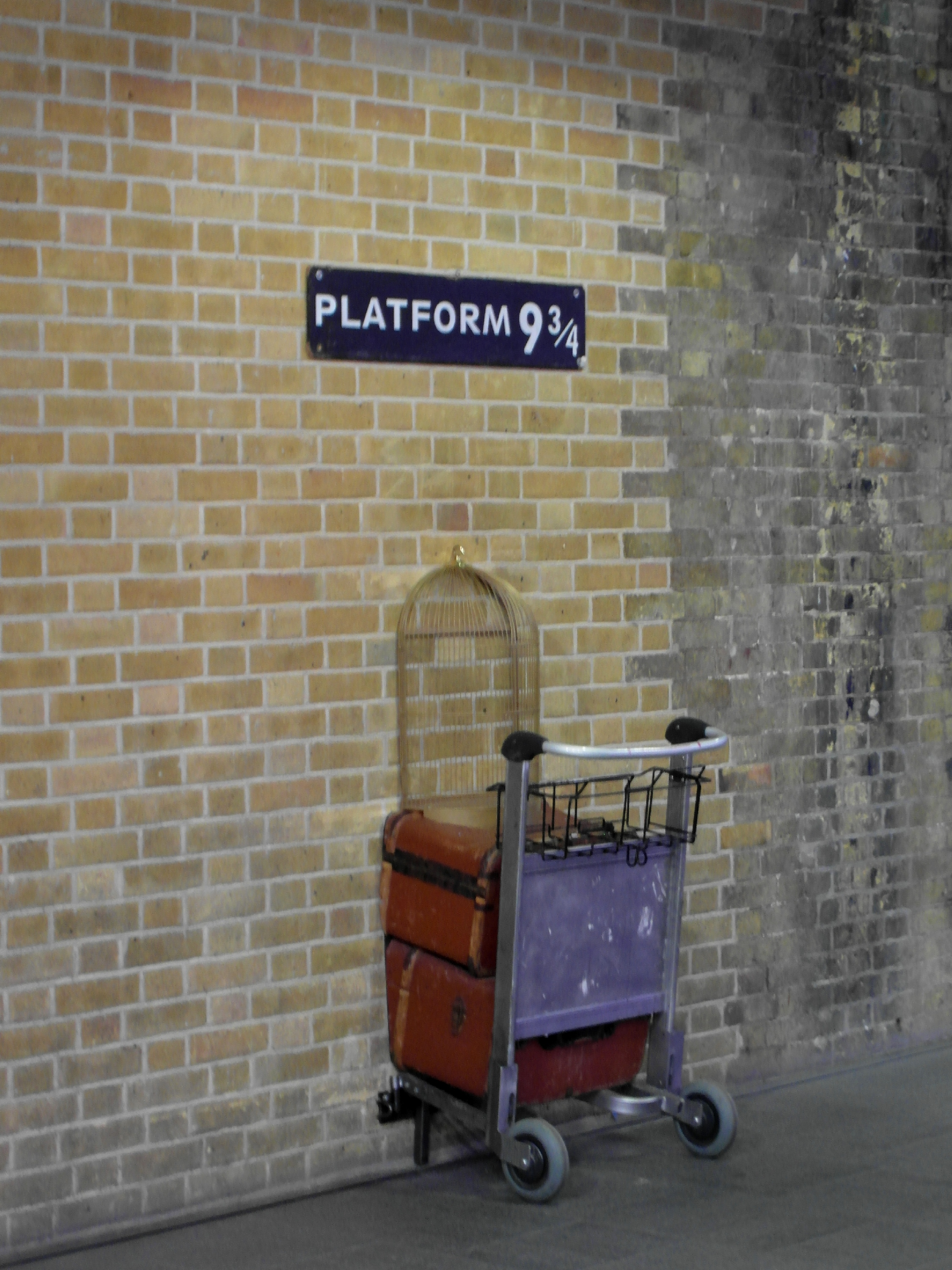
En référence à Harry Potter un chariot à bagages a été encastré dans un mur de la gare de King's Cross.

Au cinéma, le chariot à bagages est souvent visible lorsqu'une scène est tournée dans un aéroport, une gare routière ou une gare ferroviaire. Ces engins sont particulièrement visibles dans le film Le Terminal (The Terminal), réalisé par Steven Spielberg, sorti en 2004, où le personnage principal interprété par Tom Hanks est bloqué plusieurs années dans une aérogare et dans le film Espions, réalisé par Nicolas Saada en 2009, où le personnage principal interprété par Guillaume Canet est bagagiste dans un aéroport.
Ce type d'équipement atteint une grande popularité dans la saga Harry Potter : en effet, un chariot à bagages est visible dans le premier film de la série (sorti en 2001), particulièrement lorsque les élèves ont rendez-vous sur le quai 9 ¾ de la gare de King's Cross avant de monter dans le Poudlard Express. En référence au film, un chariot similaire a été installé dans cette gare londonienne, au niveau des quais 9 et 10 : juste à côté de la boutique Harry Potter afin que les touristes admirateurs du jeune sorcier de fiction puissent se faire photographier à côté de l'engin.

## Galerie

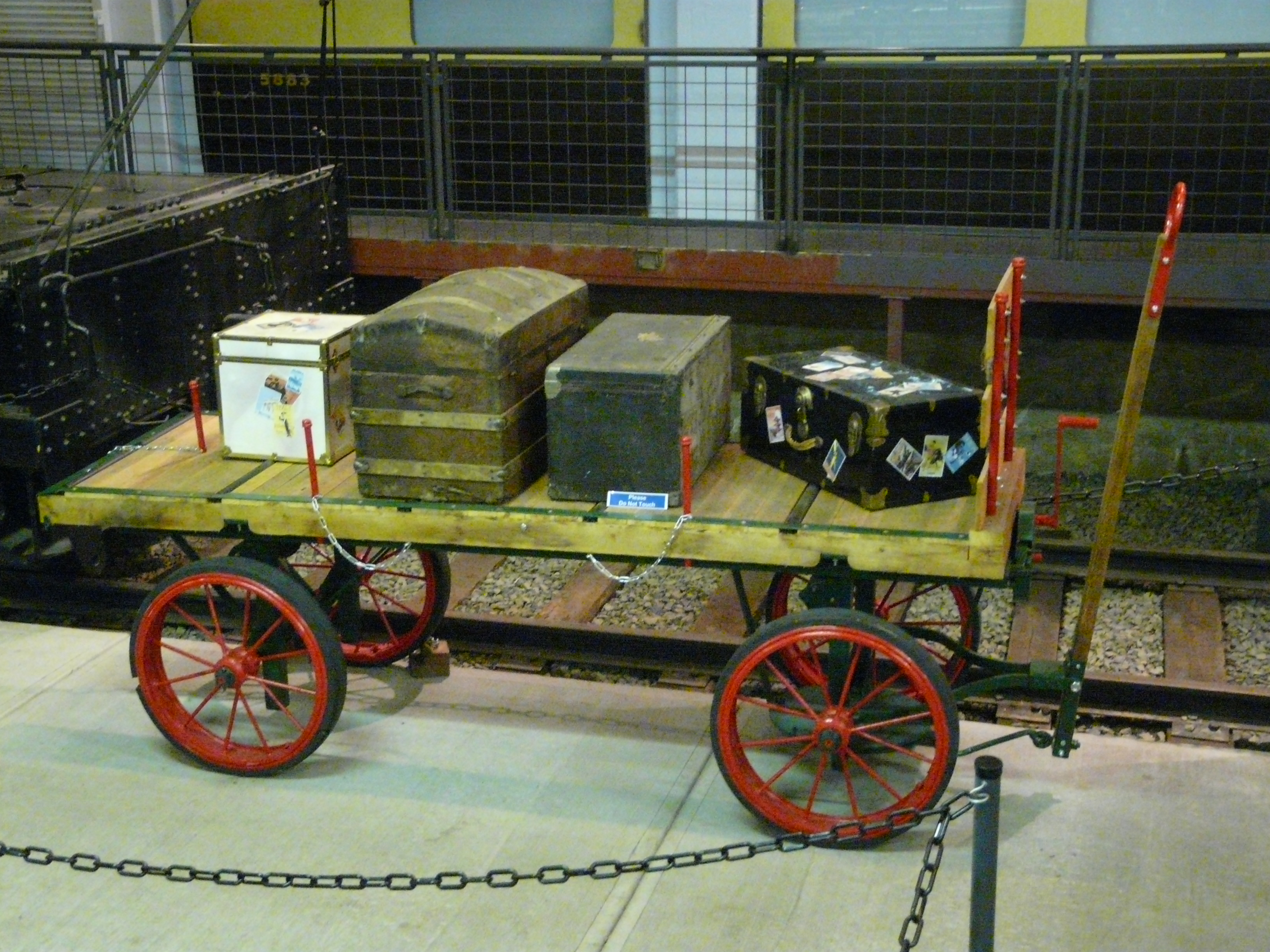
Chariot à bagages au musée des transports de Denver.
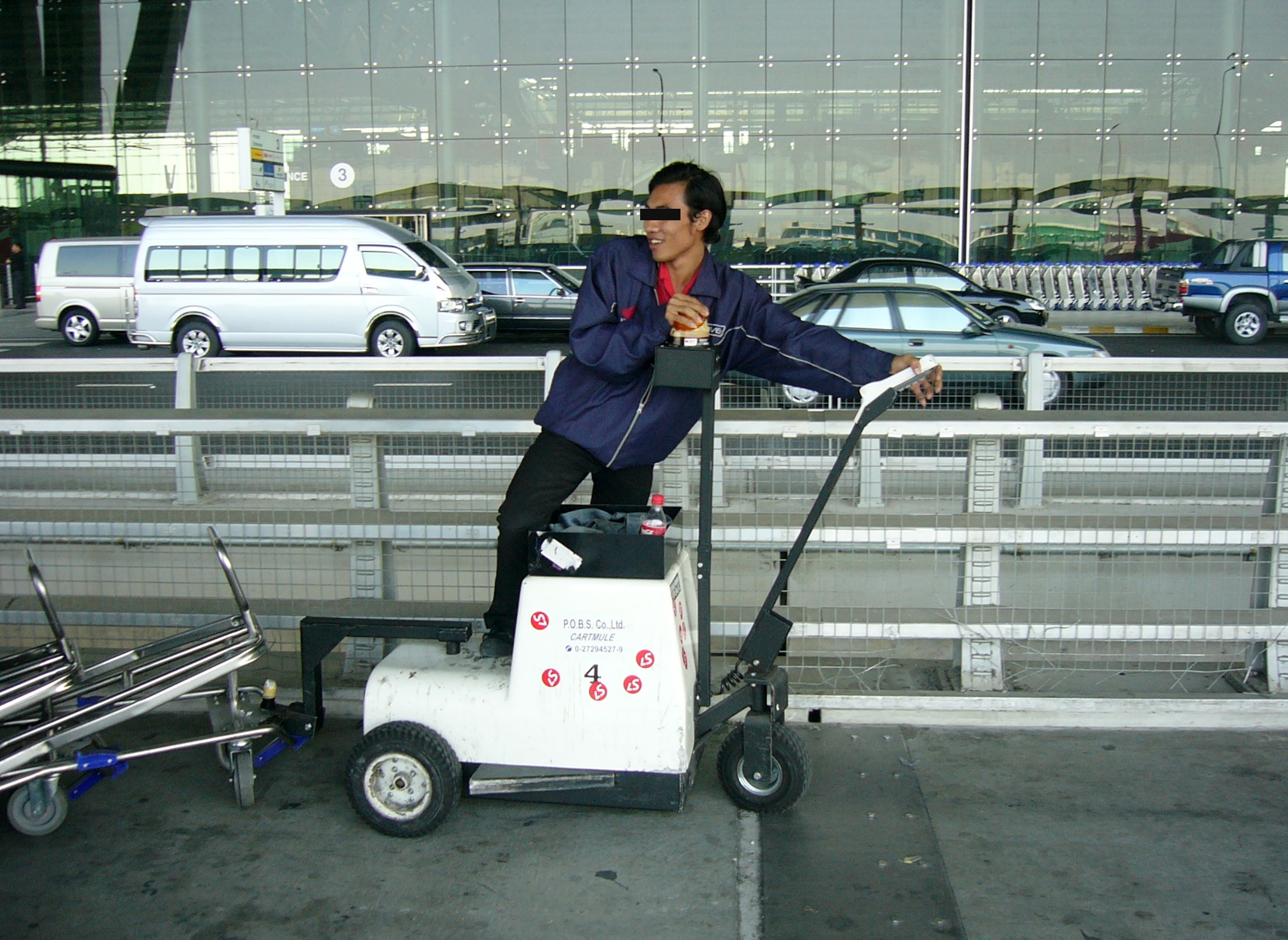
Transporteur de chariots à bagages.
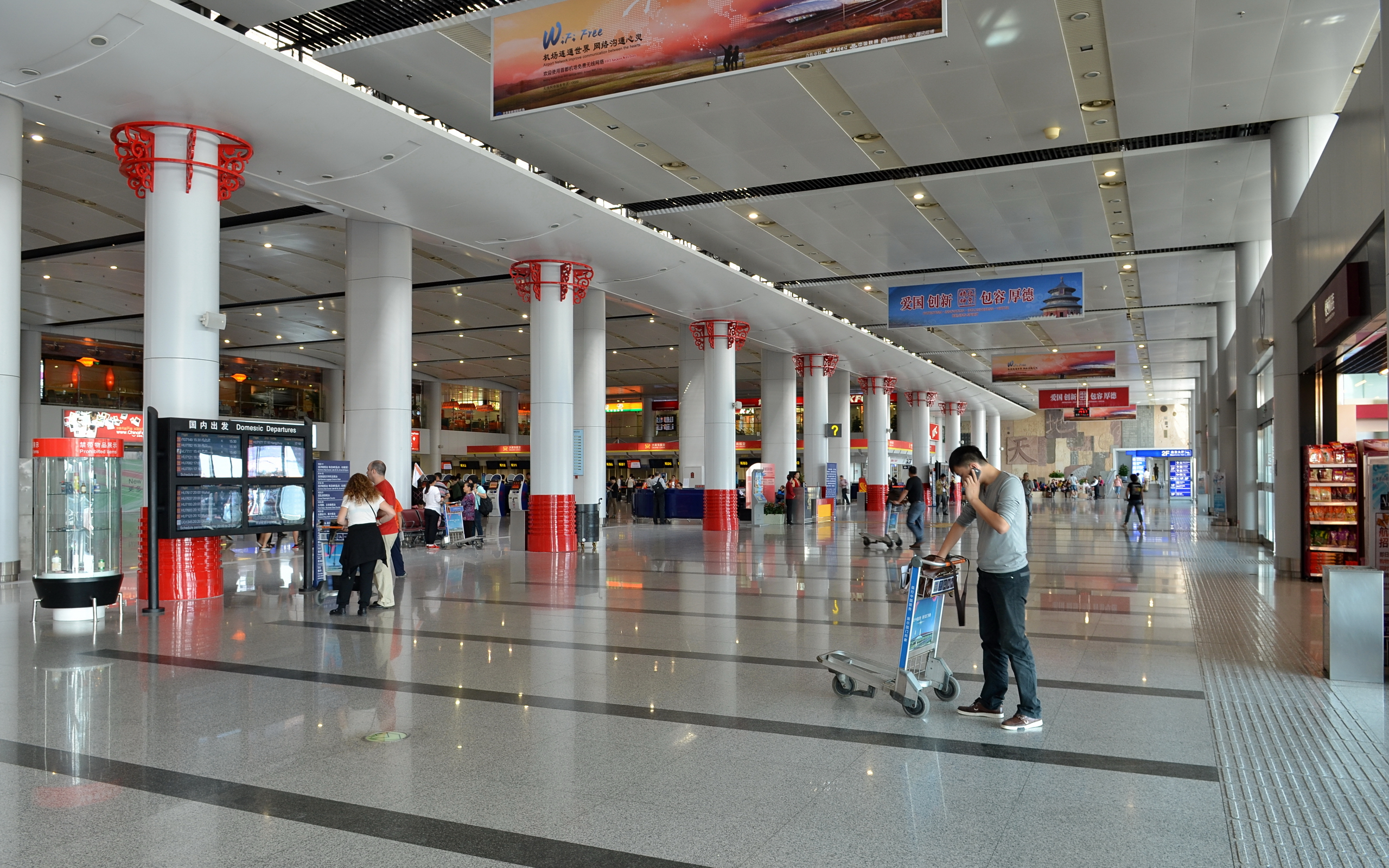
Hall des départs de l'aéroport de Pékin.
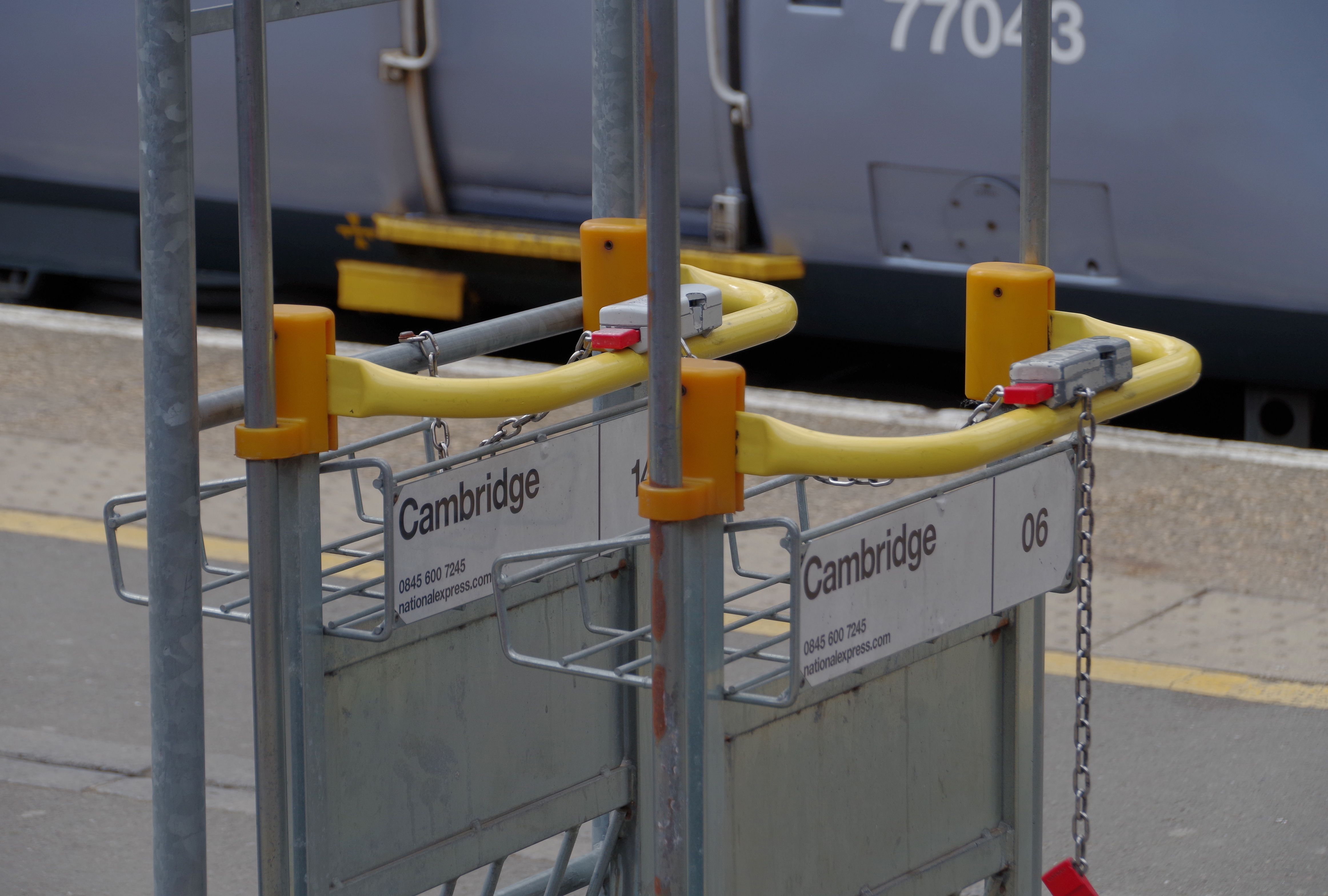
La poignée des chariots est pourvue dun monnayeur et d'une chaîne d'attache.

## Voir également
- Chariot de supermarché